# Tramwaje w Blois
Tramwaje w Blois − zlikwidowany system komunikacji tramwajowej we francuskim mieście Blois, działającym w latach 1910−1933.

## Historia
Tramwaje w Blois uruchomiono 16 czerwca 1910 od początku były to tramwaje elektryczne kursujące po torach o szerokości 1000 mm. Tramwaje miały połączyć cztery dworce kolejowe, które znajdowały się poza centrum miasta. Pod koniec 1910 w mieście były cztery linie. Sieć była obsługiwana przez kilkanaście dwuosiowych tramwajów silnikowych z otwartymi pomostami, które zabudowano jeszcze przed I wojną światową. Kursowanie tramwajów wstrzymano 26 sierpnia 1916. Częściowy ruch przywrócono koło 1920. Ostatecznie tramwaje w Blois zlikwidowano 15 marca 1933.